# Okręgowe ligi polskie w piłce nożnej (1949/1950)
Okręgowe rozgrywki w piłce nożnej w sezonie 1949/1950 odbywały się w 20 okręgach, a ich najwyższym poziomem była A klasa. Zwycięzcy okręgów grali mecze barażowe o prawo gry w II lidze. Po zakończeniu rozgrywek zlikwidowane zostało 5 okręgów (Częstochowa, Przemyśl, Radom, Siedlce oraz Sosnowiec) ponieważ od sezonu 1951 powołane zostały klasy wojewódzkie, pokrywające obszar ówczesnych województw.
| Poziomy rozgrywkowe w sezonie 1950 | Poziomy rozgrywkowe w sezonie 1950 | Poziomy rozgrywkowe w sezonie 1950 |
| Rozgrywki                          | P                                  | Nazwa                              |
| ---------------------------------- | ---------------------------------- | ---------------------------------- |
| Centralne                          | I                                  | I liga                             |
| Centralne                          | II                                 | II liga                            |
| Okręgowe (20 okręgów)              | III                                | A klasa                            |
| Okręgowe (20 okręgów)              | IV                                 | B klasa                            |
| Okręgowe (20 okręgów)              | V                                  | C klasa                            |

## Rozgrywki okręgowe
Szczegółowe wyniki podane są w Suplemencie do „Klubowej historii polskiej piłki nożnej”.

### Białostocka klasa A
- Mistrz: Gwardia Białystok

### Bydgoska klasa A
- Mistrz: Gwardia Bydgoszcz

### Częstochowska klasa A
- Mistrz: Gwardia Częstochowa

Po sezonie okręg został zlikwidowany. Kluby zostały przeniesione do okręgów Katowice lub Łódź.

### Gdańska klasa A
- Mistrz: Kolejarz Gdańsk

### Katowicka klasa A
- Mistrz: Górnik Knurów

### Kielecka klasa A
- Mistrz: Stal Skarżysko-Kamienna

### Krakowska klasa A
- Mistrz: Spójnia Kraków

### Lubelska klasa A
- Mistrz: Kolejarz Chełm

### Łódzka klasa A
- Mistrz: Kolejarz Łódź

### Olsztyńska klasa A
- Mistrz: Kolejarz Olsztyn

### Opolska klasa A
- Mistrz: Górnik Zabrze

Po sezonie część klubów zostało przeniesionych (zgodnie z podziałem administracyjnym) do okręgu Katowice.

### Poznańska klasa A
- Mistrz: Budowlani Poznań

### Przemyska klasa A
- Mistrz: Stal Stalowa Wola

Po sezonie okręg został zlikwidowany. Kluby zostały przeniesione do okręgu Rzeszów.

### Radomska klasa A
- Mistrz: Stal Radom

Po sezonie okręg został zlikwidowany. Kluby zostały przeniesione do okręgu Kielce.

### Rzeszowska klasa A
- Mistrz: Stal Mielec

### Siedlecka klasa A
- Mistrz: Kolejarz Siedlce

Po sezonie okręg został zlikwidowany. Kluby zostały przeniesione do okręgów Lublin lub Warszawa.

### Zagłębiowska (sosnowiecka) klasa A
- Mistrz: Stal Dąbrowa Górnicza

Po sezonie okręg został zlikwidowany. Kluby zostały przeniesione do okręgu Katowice.

### Szczecińska klasa A
- Mistrz: Gwardia Słupsk

Po sezonie część klubów zostało przeniesionych (zgodnie z podziałem administracyjnym) do nowo utworzonego okręgu Koszalin.

### Warszawska klasa A
- Mistrz: Gwardia Warszawa

### Wrocławska klasa A
- Mistrz: Górnik Wałbrzych

## Baraże o II ligę
Zespoły przydzielone zostały do poszczególnych grup zgodnie z kluczem geograficznym.

Najlepsze zespoły z każdej grupy uzyskały awans do II ligi.

### Grupa I
| Lp. | Drużyna               | M | Z | R | P | Bramki | Bramki | Różn. | Pkt. | Uwagi            |
| --- | --------------------- | - | - | - | - | ------ | ------ | ----- | ---- | ---------------- |
| 1   | Gwardia Bydgoszcz (A) | 8 | 4 | 3 | 1 | 12     | 6      | +6    | 11   | Awans do II ligi |
| 2   | Kolejarz Gdańsk (Ap)  | 8 | 5 | 0 | 3 | 13     | 15     | -2    | 10   | Awans do II ligi |
| 3   | Budowlani Poznań      | 8 | 3 | 1 | 4 | 14     | 17     | -3    | 7    |                  |
| 4   | Gwardia Słupsk (Ap)   | 8 | 2 | 3 | 3 | 13     | 16     | -3    | 7    | Awans do II ligi |
| 5   | Górnik Wałbrzych (Ap) | 8 | 2 | 1 | 5 | 13     | 11     | +2    | 5    | Awans do II ligi |

- (Ap) Kolejarz Gdańsk, Gwardia Słupsk i Górnik Wałbrzych awansowały po decyzji o powiększeniu II ligi.

| Lp. | Wyniki            | BYD | KOL | BUD | SŁU | GÓR |
| --- | ----------------- | --- | --- | --- | --- | --- |
| 1   | Gwardia Bydgoszcz | X   | 5:1 | 0:1 | 2:2 | 1:0 |
| 2   | Kolejarz Gdańsk   | 1:2 | X   | 3:0 | 1:0 | 1:0 |
| 3   | Budowlani Poznań  | 1:1 | 6:2 | X   | 2:3 | 3:0 |
| 4   | Gwardia Słupsk    | 0:0 | 1:2 | 4:1 | X   | 2:2 |
| 5   | Górnik Wałbrzych  | 0:1 | 1:2 | 4:0 | 6:1 | X   |

### Grupa II
| Lp. | Drużyna                | M | Z | R | P | Bramki | Bramki | Różn. | Pkt. | Uwagi            |
| --- | ---------------------- | - | - | - | - | ------ | ------ | ----- | ---- | ---------------- |
| 1   | Gwardia Warszawa (A)   | 8 | 7 | 1 | 0 | 38     | 8      | +30   | 15   | Awans do II ligi |
| 2   | Kolejarz Łódź          | 8 | 4 | 3 | 1 | 22     | 11     | +11   | 11   |                  |
| 3   | Kolejarz Olsztyn (Ap)  | 8 | 2 | 2 | 4 | 16     | 23     | -7    | 6    | Awans do II ligi |
| 4   | Gwardia Białystok (Ap) | 8 | 1 | 2 | 5 | 11     | 26     | -15   | 4    | Awans do II ligi |
| 5   | Kolejarz Siedlce       | 8 | 0 | 4 | 4 | 9      | 28     | -19   | 4    |                  |

- (Ap) Kolejarz Olsztyn i Gwardia Białystok awansowały po decyzji o powiększeniu II ligi.

| Lp. | Wyniki            | WAR | ŁÓD | OLS | BIA | SIE |
| --- | ----------------- | --- | --- | --- | --- | --- |
| 1   | Gwardia Warszawa  | X   | 3:2 | 5:2 | 7:2 | 6:1 |
| 2   | Kolejarz Łódź     | 1:1 | X   | 5:2 | 3:1 | 7:2 |
| 3   | Kolejarz Olsztyn  | 0:3 | 0:0 | X   | 1:2 | 2:1 |
| 4   | Gwardia Białystok | 0:5 | 2:4 | 3:5 | X   | 0:0 |
| 5   | Kolejarz Siedlce  | 0:8 | 0:0 | 4:4 | 1:1 | X   |

### Grupa III
| Lp. | Drużyna                 | M | Z | R | P | Bramki | Bramki | Różn. | Pkt. | Uwagi            |
| --- | ----------------------- | - | - | - | - | ------ | ------ | ----- | ---- | ---------------- |
| 1   | Górnik Knurów (A)       | 8 | 7 | 0 | 1 | 33     | 9      | +24   | 14   | Awans do II ligi |
| 2   | Górnik Zabrze (Ap)      | 8 | 5 | 1 | 2 | 28     | 8      | +20   | 11   | Awans do II ligi |
| 3   | Stal Skarżysko-Kamienna | 8 | 3 | 1 | 4 | 14     | 30     | -16   | 7    |                  |
| 4   | Stal Radom              | 8 | 2 | 1 | 5 | 14     | 17     | -3    | 5    |                  |
| 5   | Gwardia Częstochowa     | 8 | 1 | 1 | 6 | 13     | 38     | -25   | 3    |                  |

- (Ap) Górnik Zabrze awansował po decyzji o powiększeniu II ligi.

| Lp. | Wyniki              | KNU | ZAB  | SKA  | RAD | CZE |
| --- | ------------------- | --- | ---- | ---- | --- | --- |
| 1   | Górnik Knurów       | X   | 2:1  | 5:0  | 2:1 | 5:0 |
| 2   | Górnik Zabrze       | 3:2 | X    | 5:2  | 2:1 | 3:0 |
| 3   | Stal Skarżysko      | 2:6 | 1:0  | X    | 3:2 | 0:0 |
| 4   | Stal Radom          | 2:3 | 0:0  | 2:4  | X   | 4:2 |
| 5   | Gwardia Częstochowa | 0:8 | 0:14 | 10:2 | 1:2 | X   |

### Grupa IV
| Lp. | Drużyna                   | M | Z | R | P | Bramki | Bramki | Różn. | Pkt. | Uwagi            |
| --- | ------------------------- | - | - | - | - | ------ | ------ | ----- | ---- | ---------------- |
| 1   | Stal Dąbrowa Górnicza (A) | 8 | 6 | 0 | 2 | 24     | 10     | +14   | 12   | Awans do II ligi |
| 2   | Spójnia Kraków            | 8 | 5 | 1 | 2 | 21     | 12     | +9    | 11   |                  |
| 3   | Stal Mielec               | 8 | 4 | 0 | 4 | 22     | 18     | +10   | 8    |                  |
| 4   | Stal Stalowa Wola         | 8 | 3 | 2 | 3 | 12     | 17     | -5    | 8    |                  |
| 5   | Kolejarz Chełm            | 8 | 0 | 1 | 7 | 11     | 33     | -22   | 1    |                  |

| Lp. | Wyniki                | WAR | ŁÓD | OLS | BIA | SIE |
| --- | --------------------- | --- | --- | --- | --- | --- |
| 1   | Stal Dąbrowa Górnicza | X   | 3:0 | 3:1 | 5:2 | 5:2 |
| 2   | Spójnia Kraków        | 1:0 | X   | 2:4 | 6:0 | 5:1 |
| 3   | Stal Mielec           | 3:2 | 2:4 | X   | 0:1 | 5:2 |
| 4   | Stal Stalowa Wola     | 0:2 | 1:1 | 3:0 | X   | 2:2 |
| 5   | Kolejarz Chełm        | 1:4 | 1:2 | 1:7 | 1:3 | X   |

## Powiększenie II ligi
Decyzją Sekretariatu GKKF z dnia 26 stycznia 1951 roku, powiększono II ligę do 32 zespołów, aby obejmowała ona wszystkie ważniejsze ośrodki w Polsce. Celem była „popularyzacja zarówno piłkarstwa, jak i kultury fizycznej wśród najszerszych rzesz ludzi pracy”.

Arbitralną decyzją awans (Ap) uzyskały następujące kluby:
- Budowlani Opole
- Górnik Wałbrzych
- Górnik Zabrze
- Gwardia Białystok
- Gwardia Słupsk
- Gwardia Kielce
- Kolejarz Gdańsk
- Kolejarz Olsztyn
- OWKS Kraków
- OWKS Wrocław
- Spójnia Warszawa
- Stal Wrocław

Dodatkowo awans uzyskała Stal Starachowice, która decyzją podjętą przez macierzyste zrzeszenie zastąpiła w II lidze Stal Katowice.